# オプス

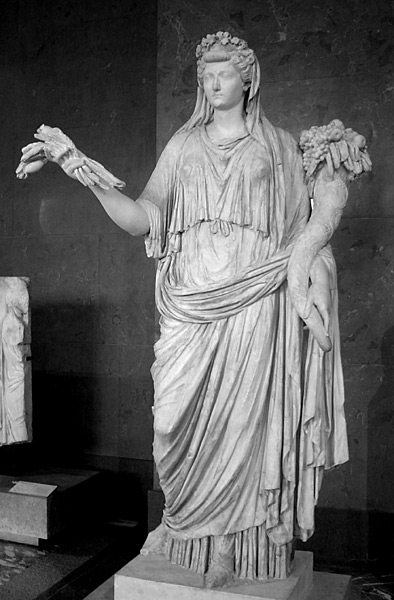
オプスの衣装を着たリウィア・ドルシッラ

オプス（Ops）は、古代ローマ神話において、サビーニー人が起源の繁殖、大地の女神である。

## 神話
夫はサートゥルヌスである。サートゥルヌスは、ギリシア神話のクロノスと同一視されるが、オプスはクロノスの妻レアーと同一視される。像や硬貨に描かれる際には、地底の神々が通常そうであるように座った姿で描かれ、象徴として王笏か穂を持つ。
当時のローマの文学では、Opsという単数形が用いられることはなく、Opisという複数形のみが用いられた。ラテン語でOpsという単語は、「裕福さ、物、豊かさ、才能、贅沢さ」等を意味する。また、この言葉は「労働」、特に農作業を意味するopusと関係がある。この活動は神聖なものとみなされ、しばしばオプスやコーンスス等の地底の神の意思を得るために宗教の儀式に取り入れられた。また、サンスクリット語で「物、所有」を表すapnasという言葉とも関係がある。
ローマの伝承によると、オプスへの信仰は、サビーニー人の王ティトゥス・タティウスによって始められたという。オプスはすぐに裕福さ、豊かさ、繁栄の守護神となった。カピトーリウムにはオプスの神殿があり、もともとはオプスを称える祭りは8月10日に行われていたが、さらに12月19日（12月9日という人もいる）も加わった。この祭りは、夫のサートゥルヌスの祭りでもあった。
オプスがギリシア神話に取り入れられると、サートゥルヌスの妻であるだけではなく、彼の姉妹で、カエルスの娘であるとされた。彼女の子供は、ユーピテル、ネプトゥーヌス、プルートー、ユーノー、ケレース、ウェスタである。さらに、彼女は神々の女王とされ、地位の高い女神であるとされた。

### 一次資料
- Livy Ab urbe condita libri  XXIX.10.4-11.8, 14.5-14
- Lactantius, Divinae institutions I.13.2-4, 14.2-5

### 二次資料
- この記事にはアメリカ合衆国内で著作権が消滅した次の百科事典本文を含む: Chisholm, Hugh, ed. (1911). "Saturn (god)". Encyclopædia Britannica (英語). Vol. 24 (11th ed.). Cambridge University Press. p. 231.
- Virginia Brown's translation of Giovanni Boccaccio’s Famous Women, p. 12 - 13; Harvard University Press 2001; ISBN 0-674-01130-9